# Успение Богородично (католическа църква в Струмица)
Вижте пояснителната страница за други значения на Успение Богородично.
„Успение на Пресвета Богородица“ (на македонска литературна норма: „Успение на Пресвета Богородица“) е източнокатолическа църква в Струмица, Северна Македония, катедрала на Струмишко-Скопската епархия.
Енорията е основана в 1924 година за нуждите на заселилите се след Междусъюзническата война в 1913 година в Струмица, тогава в България, българи униати, бежанци от попадналото в Гърция Кукушко. Ръководител на проекта за изграждане на църква е отец Атанасий Иванов. В 1924 година македонските католици минават под юрисдикцията на Крижевци и през юли 1925 година крижевският владика Дионизие Няради благославя новата църква. Църквата е завършена в 1931 година и осветена отново от монсеньор Няради. В парохията работят и други свещеници: отец Тимотей Янев, отец Неделко Стойчев и като капелан най-дълго се задържа отец Кирил Аврамчев, от 1939 година до 1944 година. Отец Атанасий е парох в Струмица до смъртта си в 1973 година. Наследен е от Йоаким Хербут. От 1965 година в енорията действат сестрите евхаристинки.